# NGC 3907
NGC 3907 este o galaxie lenticulară situată în constelația Fecioara. A fost descoperită în 15 aprilie 1828 de către John Herschel. Se află la o distanță de 66,99 de megaparseci de Pământ.